# Tele+
Tele+ était une chaîne de télévision et un opérateur de télévision italien privé à péage, fondée en 1990 et disparue en 2003, dont la programmation était axée sur le cinéma et le sport. Toute première chaîne privée à péage en Italie, elle appartenait au groupe Telepiù, filiale du groupe Canal+. L'interface reprenait celle de Canalsatellite avec l'interface R4.